# Jerzy Szyłak
Jerzy Szyłak, né le 8 novembre 1960 à Elbląg, est un universitaire polonais, spécialiste de bandes dessinées et de cinéma et scénariste. 
Il est l'auteur de nombreux articles et ouvrages sur l'histoire et la théorie de la bande dessinée, de son mémoire de maîtrise à son habilitation en passant par sa thèse de doctorat dirigée par Anna Martuszewska. 

## Biographie
Étudiant puis enseignant-chercheur à l'Université de Gdańsk (département d'art dramatique, de théâtre et de cinéma), il a également travaillé à l'Institut pédagogique et linguistique de l'École nationale supérieure d'enseignement professionnel d'Elbląg. 
Scénariste des BD Fantazja na fujarkę (réalisée par Marek Górnisiewicz ), Vampire (dessinée par Aleksandra Czubek), Szminka (Rouge à lèvres) (dessinée par Joanna Karpowicz ), Szelki (Les Bretelles) (dessinée par Wojciech Stefaniec ), Benek Dampc et le cadavre du voisin (dessinée par Robert Służały), Obywatel w palącej potrzebie (Un citoyen dans le besoin urgent) (dessinée par Jacek Michalski), Zbyt długa jesień (Un automne trop long) (dessinée par Sławomir Jezierski), Koszula (La Chemise) (dessinée par  Rafał Gosieniecki), Wyznania właściciela kantoru (Confessions d'un propriétaire de bureau de change) (dessinée par Mateusz Skutnik). Il est également l'auteur d'Alice, (dessinée par Mateusz Skutnik) basée sur le livre Alice au pays des merveilles. Après le succès d'Alice, une deuxième partie a paru sous le titre De l'autre côté du miroir (dessinée par Jarosław Gach). La troisième partie du cycle est en cours de préparation. 
Dans le passé, il a également dessiné ses propres bandes dessinées, par exemple la série Docent, apparaissant dans la première moitié des années 1980 dans l'hebdomadaire Czas de Gdańsk, ou des planches surréalistes, publiées dans la seconde moitié des années 1980 par le Gdańsk Fantasy Club. 

## Publications choisies
- Komiks i okolice pornografii: o seksualnych stereotypach w kulturze masowej (Bandes dessinées et autour de la pornographie: sur les stéréotypes sexuels dans la culture de masse), Gdańsk: Akia, 1996
- Fantastyka i Kino Nowej Przygody, Gdańsk: Gdańsk Fantasy Club, 1997
- Komiks: świat przerysowany, Słowo/Obraz Terytoria, 1998  
  - seconde édition révisée, Słowo/Obraz Terytoria, 2009.
- Komiks w kulturze ikonicznej XX wieku (La bande dessinée dans la culture iconique du 20e siècle), Gdańsk: Słowo/Obraz Terytoria, 1999.
- Komiks i okolice kina (De la BD au cinéma), Gdańsk: Presses universitaires de Gdańsk, 2000,
- Poetyka komiksu. Warstwa ikoniczna i językowa (Poétique de la bande dessinée. Aspects iconique et linguistique), Gdańsk: Słowo/Obraz Terytoria, 2000
- Zgwałcone oczy. Komiksowe obrazy przemocy seksualnej (Yeux violés. Images de violence sexuelle dans la bande dessinée, Gdańsk: Presses universitaires de Gdańsk, 2001  
  - seconde édition révisée, Operahaus, 2007
- Gra ciałem: o obrazach kobiet w kulturze współczesnej (Jeu de corps : sur les images de la femme dans la culture contemporaine), Gdańsk: Presses universitaires de Gdańsk, 2002
- Biseksualne anioły i inne takie drobiażdżki (Anges bisexuels et autres petites choses), Gdańsk: Presses universitaires de Gdańsk, 2003
- Druga strona komiksu (L'autre côté de la bande dessinée), Elbląg: école nationale supérieure professionnelle PWSZE, 2011 
  - seconde édition révisée. Varsovie: Timof et Cisi associés, 2013
- Komiks w szponach miernoty: rozprawy i szkice (La bande dessinée dans les griffes de la médiocrité), Varsovie: Timof Comics, 2013.
- (fr) Wojciech Birek, Piotr Machłajewski, Adam Rusek et Jerzy Szyłak, Histoire de la bande dessinée polonaise, Paris, PLG Édition / SoBD, coll. « Mémoire Vive », 2019, 188 p. (ISBN 978-2-917837-34-4).